# Stazione di Horw
La stazione di Horw è una stazione ferroviaria della linea del Brünig a servizio dell'omonimo comune del canton Lucerna.
È gestita dalla Zentralbahn (ZB).

## Storia
L'originario fabbricato viaggiatori era una struttura in legno e muratura che fu sostituita in seguito da un edificio a due livelli in muratura. Anche quest'ultimo edificio è stato eliminato nel 2020, mantenendo le sole strutture per l'accesso dei viaggiatori.

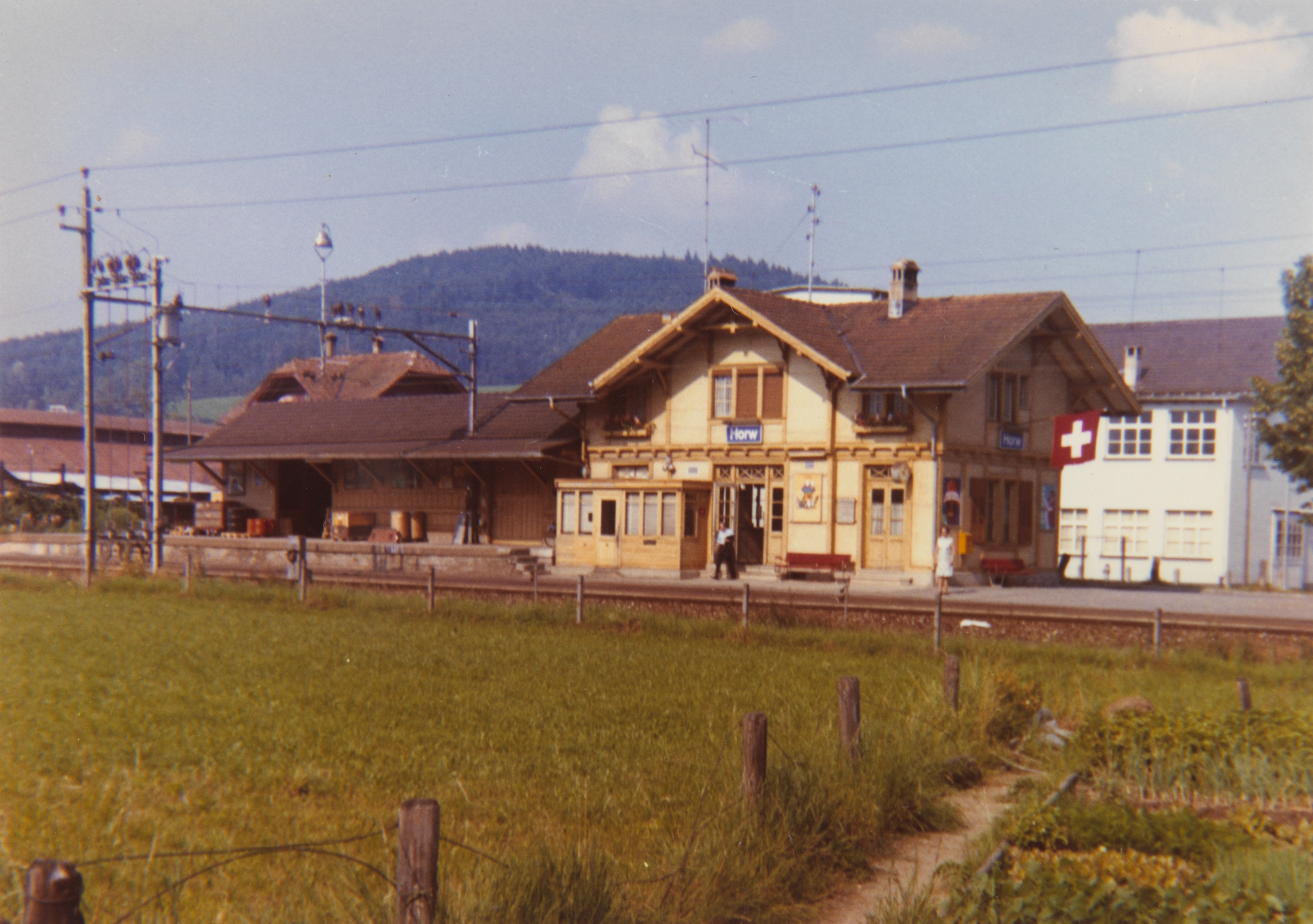
Il fabbricato viaggiatori nel 1980
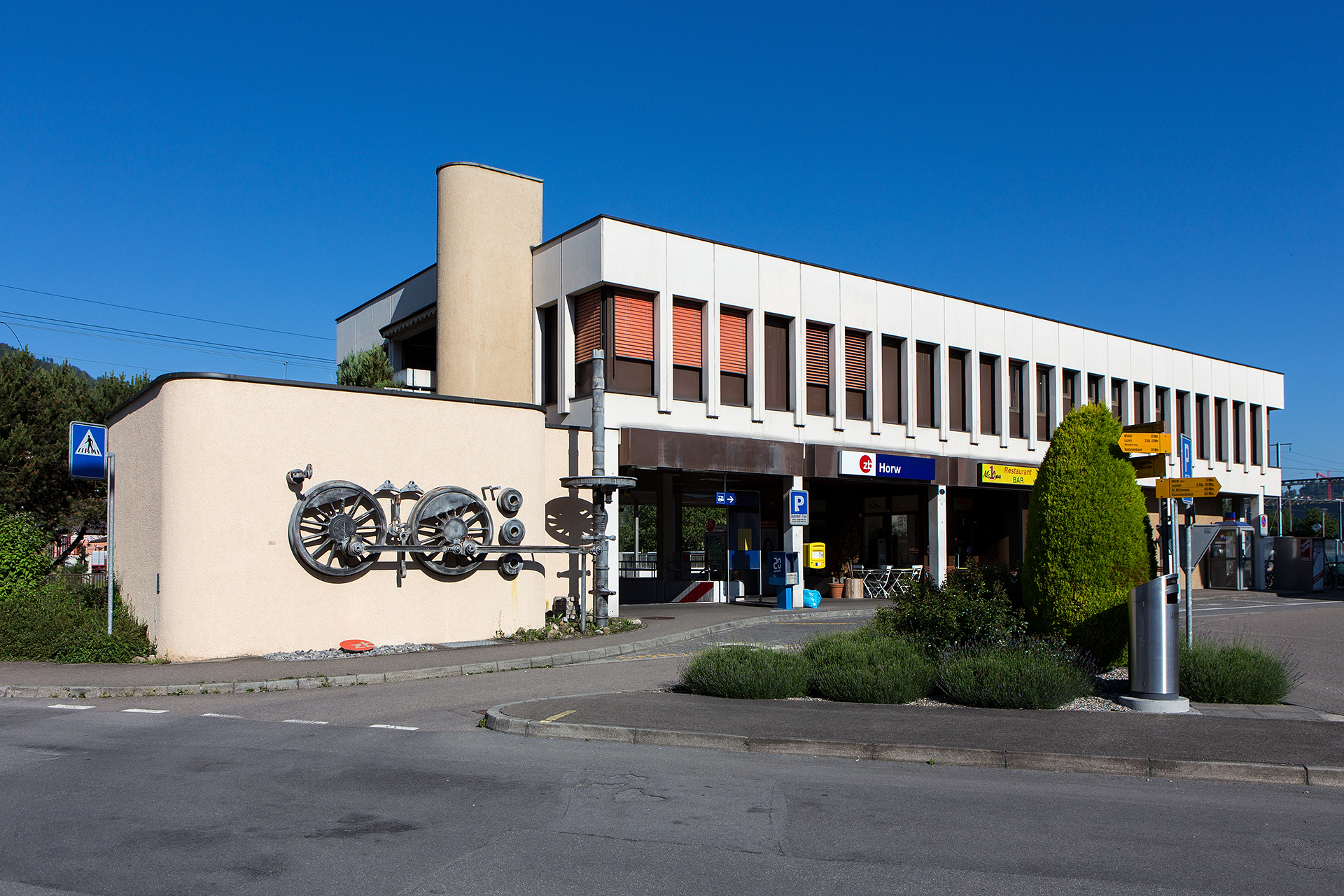
Il fabbricato viaggiatori prima della demolizione nel 2020

## Strutture ed impianti
Il piazzale è composto da tre binari a scartamento ridotto da 1000 mm e da un binario a scartamento ordinario da 1435 mm. Proprio presso quest'impianto termina infatti il tratto a doppio scartamento a quattro binari – i due più esterni sono distanti tra loro 1435 mm, mentre i più interni solo 1000 mm – che caratterizza il binario pari della ferrovia del Brünig fra Lucerna e Horw.
I primi tre binari sono adibiti al servizio passeggeri per cui sono presenti due banchine, collegate tra loro da un sottopassaggio. Dal primo binario si dirama un binario di raccordo in direzione di un piano caricatore posizionato poco più a sud rispetto alla stazione. La banchine sono coperte da pensiline.
Il quarto binario, quello a scartamento ordinario, non è adibito al servizio passeggeri ed è raccordato a una cava di sabbia di Ennethorw. 

## Movimento
La stazione è servita da tre linee della rete celere di Lucerna:
- la S4 (Lucerna-Wolfenschiessen)
- la S5 (Lucerna-Giswil)
- la S41, servizio di rinforzo che ha Horw come capolinea

## Servizi
- Biglietteria automatica
- Servizi igienici